# Agència de Bhopal
L'Agència de Bhopal (1818-1947) fou una entitat formada per estats tributaris protegits a càrrec d'un agent polític subordinat a l'agent del Governador General de l'Índia a l'Índia central. Limitava al sud i est amb les Províncies Centrals; al nord amb l'Agència de Rajputana i l'estat de Gwalior; i a l'oest amb el Kali Sind que la separava de l'Agència de Malwa. La superfície era de 30.181 km² i la població el 1901 d'1.157.697 habitants (79% hindús, 10% musulmans). Les ciutats principals eren Bhopal (77.023 habitants el 1901), Sehore, Narsingarh, Sarangpur, Rajoarh, Kilchipur i Berasia. L'Agència es va crear el 1818 quan un oficial polític fou acreditat davant el darbar (la cort o administració) de Bhopal, amb autoritat sobre els estats veïns. Fou agent del Governador General fins al 1842, quan Bhopal es va convertir en agència política. El 1854 va esdevenir part de la nova Agència de l'Índia Central. El 1895 els districtes de Bhilsa i Isagarh, de Gwalior, van passar a la residència de Gwalior. L'Agència de Bhopal es va extingir el 15 d'agost de 1947 amb la independència de l'Índia. Els estats de l'agència i les Províncies Centrals i Berar van formar l'estat de Madhya Bharat excepte Bhopal que va formar l'estat de Bhopal; l'1 de novembre de 1956 Madhya Bharat i Bhopal es van unir per formar Madhya Pradesh.
Fins al 1931 incloïa els següents estats:
- Principat de Bhopal, vinculat per tractat
- Estats mediatitzats, tributaris, vassalls o feudataris 
  - Rajgarh
  - Narsinghgarh
  - Korwai
  - Khilchipur
  - Maksudangarh
  - Muhammadgarh
  - Basoda
  - Pathari
- thakurats garantits:
  - Daria Kheri (governat per un thakur rajput bargujar) amb 15 km² i 412 habitants
  - Dhabla Dhir (governat per un thakur rajput bargujar) amb 30 km² i 1788 habitants
  - Dhabla Ghosi (governat per un thakur rajput bargujar) amb 15 km² i 668 habitants
  - Dugri (governat per un mian, musulmà pindara) amb 8 km² i 144 habitants
  - Hirapur (governat per un rao korku) amb 15 km² i 448 habitants
  - Jabria Bhil (governat per un mian musulmà pindara) amb 12 km² i 903 habitants
  - Jhalera (governat per un rao rajpur rathor) petit territori sense cap poble important
  - Kamalpur (governat per un thakur rajput bargujar) amb 21 km² i 589 habitants
  - Khajuri (governat per un mian musulmà pindara) amb 2 km² i 520 habitants
  - Kharsi (governat per un rao rajpur rathor) petit territori sense cap poble important
  - Patharia (governat per un thakur rajput chauhan) amb 18 km² i 441 habitants
  - Piplianagar (governat per un mian musulmà pindara) amb 2 km² i 701 habitants
  - Ramgarh (governat per un thakur rajput chauhan) petit territori sense cap poble
  - Sadankheri (governat per un thakur rajput bargujar) amb 5 km² i 630 habitants
  - Suthalia (governat per un thakur rajput umat) amb 51 km² i 4623 habitants
  - Tappa (governat per un thakur rajput sendhu) amb 39 km² i 882 habitants
- Territoris de principats exteriors:
  - Pargana de Sironj, dependent de Tonk (2276,5 km² i 68539 habitants)
  - Territoris de Gwalior (3590 km² i 118.542 habitants)
  - Territoris d'Indore (65 km² i 5979 habitants)
  - Territoris de Dhar (26 km² i 1415 habitants)
  - Territoris de Dewas Junior i Dewas Sènior (158 km² cada branca i uns 10.500 habitants cadascuna)

El thakurats garantits enumerats el 1881 eren:
- Agra Barkhera (va passar a l'agència de Gwalior el 1905)
- Dagria
- Daria Kheri
- Dhabla Dhir
- Dhabla Ghosi
- Duleta (extingit?)
- Hirapur
- Jabria
- Jhalera
- Kamalpur
- Kakar Kheri, separat el 1818 de Dhabla Dir, tornat a unir el 1871.
- Khajuri
- Kharsi o Kharsia
- Piplianagar
- Ramgarh
- Sutalia o Suthalia
- Tappa

Vers 1905 va incorporar Dugri, Patharia i Sadankheri. El 1931 la totalitat dels estats de Dewas Sènior i Dewas Junior foren agregats a l'agència. El 1933 se li va afegir l'estat de Makrai que fins aleshores estava a les Províncies Centrals (des de 1903 Províncies Centrals i Berar).

## L'agent polític
L'agent polític tenia seu a Sehore i en tots els estats excepte Bhopal exercia jurisdicció sobre casos criminals de caràcter greu. Feia de jutge ordinari, i jutge de les apel·lacions dirigides al superintendent de Sehore, i també feia de magistrat de Districte i de jutge ordinari de districte en el territori de la branca del ferrocarril Itarsi-Jhansi del Ferrocarril de la Gran Península Índia que passava per Bhopal i Korwai i sobre la totalitat de la línia fèrria Bhopal-Ujjain.